# アイ (オハイオ州)

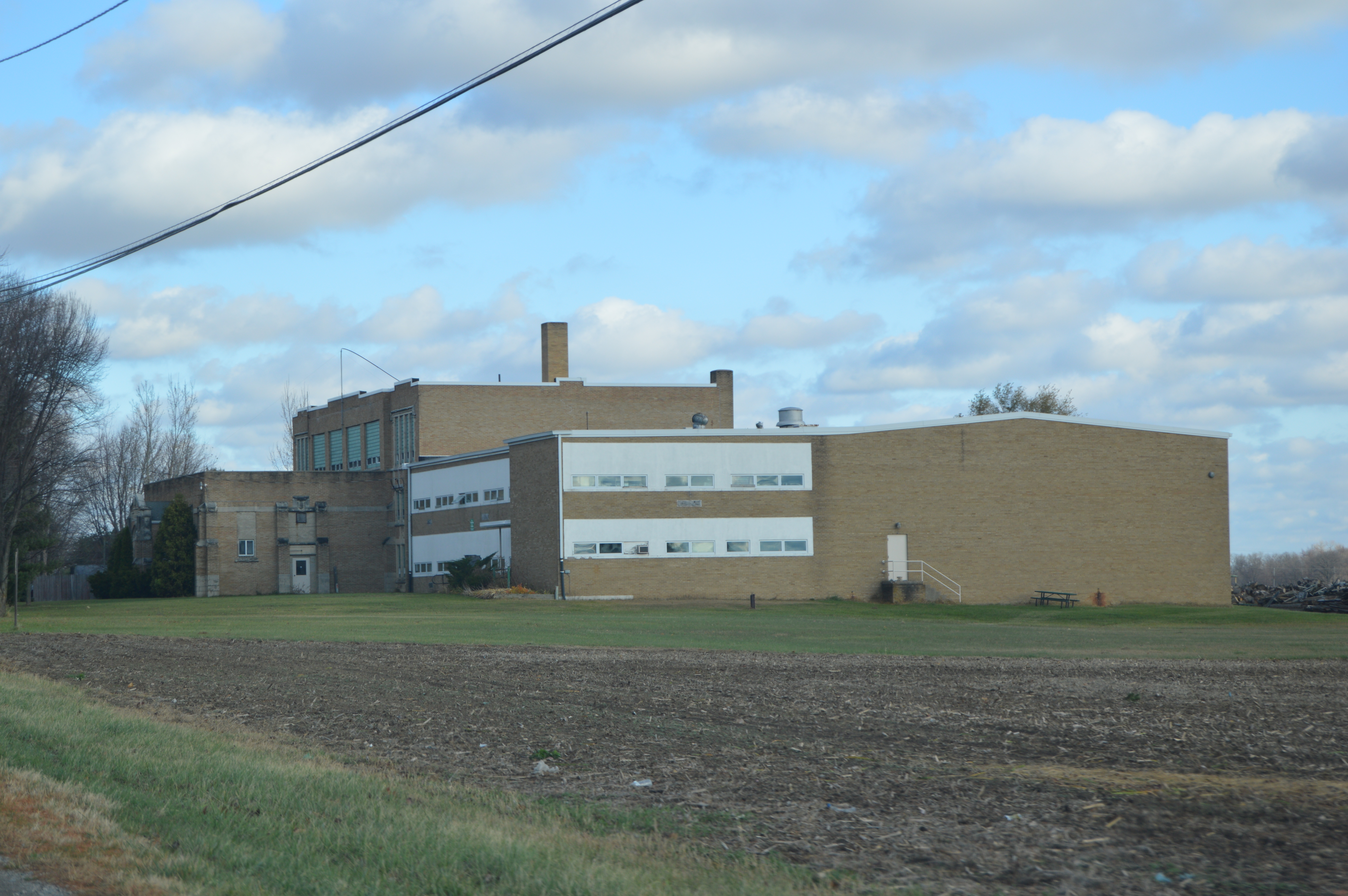
アイにあるフルトン小学校 (Fulton Elementary School)。

アイ (Ai) は、1843年頃に集落が形成されていた、アメリカ合衆国オハイオ州フルトン郡の非法人地域。地名の由来については、地元でも見解が分かれている。一説には聖書に見えるカナンの町アイに由来するというが、別の説では町の創建者のひとりであったアミ・リチャーズ (Ami Richards) にちなんだものであると考えられている。そちらの説によると、アミは男性であり、人々は女性名と間違えられることを避けて「m」を落として彼のことを呼んでおり、町の名も男性的になったのだとされる。アイは、短い地名のひとつとして知られている。
アイには、1846年に郵便局が開設され、1903年に廃止されるまで機能していた。ノーザン・インディアナ・エア・ライン鉄道（Northern Indiana Air Line railroad：レイク・ショア・アンド・ミシガン・サザン鉄道の前身のひとつ）の建設が、1850年代に進むと、様々な事業活動は近傍のスワントンに移り、アイの人口は減少した。